# مهند مهدی النداوی
مهند مهدی النداوی بازیکن فوتبال عراقی بود که در باشگاه فوتبال صنعت نفت آبادان بازی می‌کرد و توانست در لیگ آزادگان ۷۹–۱۳۷۸ با به‌ثمر رساندن ۱۵ گل آقای‌گل لیگ فوتبال ایران شود. النداوی نخستین خارجی بود که در لیگ فوتبال ایران آقای گل شد.

## افتخارات
فردی
آقای گل لیگ آزادگان ۷۹–۱۳۷۸ با ۱۵ گل به همراه باشگاه فوتبال صنعت نفت آبادان